# Мариничівська сільська рада
Мариничі́вська сільська́ ра́да — адміністративно-територіальна одиниця та орган місцевого самоврядування в Путильському районі Чернівецької області. Адміністративний центр — село Мариничі .

## Загальні відомості
- Населення ради: 1 153 особи (станом на 2001 рік)

## Населені пункти
Сільській раді підпорядковані населені пункти:
- с. Мариничі
- с. Бисків
- с. Петраші

## Склад ради
Рада складалася з 16 депутатів та голови.
- Голова ради: Григоряк Юрій Васильович
- Секретар ради: Боцвин Галина Ярославівна

### Керівний склад попередніх скликань
| Прізвище, ім'я, по батькові  | Основні відомості                                                 | Дата обрання | Дата звільнення |
| ---------------------------- | ----------------------------------------------------------------- | ------------ | --------------- |
| Мицканюк Михайло Танасійович | Сільський голова, 1951 року народження                            | 26.03.2006   | 04.12.2008      |
| Григоряк Юрій Васильович     | Сільський голова, 1974 року народження, освіта вища, безпартійний | 03.05.2009   | 31.10.2010      |
| Григоряк Юрій Васильович     | Сільський голова, 1974 року народження, освіта вища, безпартійний | 31.10.2010   |                 |

Примітка: таблиця складена за даними сайту Верховної Ради України

### Депутати
За результатами місцевих виборів 2010 року депутатами ради стали:

#### За суб'єктами висування
| Суб'єкт висування | Кількість обраних депутатів | %    |
| ----------------- | --------------------------- | ---- |
| Самовисування     | 11                          | 68,8 |
| Партія регіонів   | 3                           | 18,8 |
| Народна партія    | 2                           | 12,5 |

#### За округами
| № округу        | Прізвище, ім'я, по батькові     | Дата визнання обраним | Освіта             | Партійна приналежність | Відомості про обраного депутата                                                    |
| --------------- | ------------------------------- | --------------------- | ------------------ | ---------------------- | ---------------------------------------------------------------------------------- |
| Народна Партія  |                                 |                       |                    |                        |                                                                                    |
| 2               | Гузак Михайло Михайлович        | 05.11.2010            | середня            | позапартійний          | приватний підприємець                                                              |
| 4               | Гасюк Микола Васильович         | 05.11.2010            | вища               | член Народної партії   | Карпатський держспецлісгосп АПК, майстер по лісу                                   |
| Партія регіонів |                                 |                       |                    |                        |                                                                                    |
| 6               | Скидан Наталія Миколаївна       | 05.11.2010            | вища               | член Партії регіонів   | Мариничівський НВК «Родина», директор                                              |
| 7               | Кочерган Алла Вікторівна        | 05.11.2010            | вища               | член Партії регіонів   | приватний підприємець                                                              |
| 13              | Полянська Ярослава Дмитрівна    | 05.11.2010            | вища               | член Партії регіонів   | Мариничівський НВК «Родина», вчитель початкових класів                             |
| Самовисування   |                                 |                       |                    |                        |                                                                                    |
| 1               | Гаврилюк Петро Васильович       | 05.11.2010            | середня            | позапартійний          | Путильське управління праці та соціального захисту населення, соціальний працівник |
| 3               | Григоряк Марія Григорівна       | 21.02.2012            | середня спеціальна | позапартійна           | Управління праці та соціального захисту населення, соціальний інспектор            |
| 5               | Багуляк Вікторія Василівна      | 05.11.2010            | середня            | позапартійна           | Путильське управління праці та соціального захисту населення, соціальний працівник |
| 8               | Боцвин Галина Ярославівна       | 05.11.2010            | вища               | позапартійна           | Мариничівська сільська рада, секретар                                              |
| 9               | Григоряк Сава Миколайович       | 05.11.2010            | середня            | позапартійний          | Путильський райавтодор, дорожній робочий                                           |
| 10              | Вдовиченко Валерій Анатолійович | 05.11.2010            | середня            | позапартійний          | приватний підприємець                                                              |
| 11              | Григоряк Ярослав Миколайович    | 05.11.2010            | середня            | позапартійний          | ДП «Путильський лісгосп», начальник мисливського господарства                      |
| 12              | Шпанюк Галина Онуфріївна        | 05.11.2010            | середня            | позапартійна           | Путильське управління соціального захисту населення, соціальний працівник          |
| 14              | Покайло Галина Олексіївна       | 05.11.2010            | середня            | позапартійна           | Мариничівська сільська рада, прибиральниця                                         |
| 15              | Гузак Любов Іванівна            | 05.11.2010            | вища               | позапартійна           | тимчасово не працює                                                                |
| 16              | Різун Марія Федорівна           | 04.01.2011            | вища               | позапартійна           | тимчасово не працює                                                                |